# Слободан Станишић
Слободан Станишић (Велика Градуса, 9. јула 1939) српски је писац за децу и младе.
Деценијама је присутан на литерарној сцени. Његова поезија, проза и драмско стваралаштво награђени су готово свим наградама које се у Србији додељују ствараоцима за децу и младе.
Живи и ствара у Београду где је завршио Филолошки факултет и Факултет драмских уметности, одсек драматургије.
Цртао карикатуре за многе домаће и стране листове, током година уређивао бројне радио и телевизијске програме за које је добијао висока признања и награде РТС.
Био је уредник дечјег листа Невен, а потом часописа Лењи Гаша, Змај, Чика Јова (Швајцарска), а од 1996—2001. одговорни уредник Програма за децу и младе РТС-а.
Познат је по великом броју књижевних сусрета, на којима глуми, рецитује и црта на лицу места, користећи десетогодишње искуство сарадње са „Јежом“ док је радио као карикатуриста.
Превођен је на енглески, руски, белоруски, кинески, шведски, мађарски, румунски, бугарски, словачки, русински...
Објавио је више од 125 књига романа, збирки прича и песама, аутор је и 12 антологија и сценарија за многе телевизијска емисије и серије.

## Награде
Добитник је награда "Политикин забавник", „Стара маслина“ за животно дело,
"Златног лептира" за песничко стваралаштво "Златног кључића" града Смедерева, „Златног Гашиног пера 98", награде Културног центра и библиотеке града Алексинца за подстицај и унапређење дечје литературе, награде Вечерњих новости "Гордана Брајовић".
Добитник је Повеље Змајевих дечјих игара за трајан допринос и унапређење литературе за децу, а био је и домаћин-носилац Змајевог штапа на Змајевим дечјим играма 1993.
Многа од набројаних дела штампане су у више издања, а роман Душан принц сунца био је најчитанија књига у дечјем одељењу новосадске Градске библиотеке 2002.
Награду дечје критике "Доситејево перо" добили су Душан принц сунца (2000), Лучка капетанија (2001), Цвонки (2003), Хајдук Вељко - јунак вредан целе војске (2019), Љуба хајдук Вукосава (2021).
У сарадњи са Издавачком кућом "Пчелица" Слободан Станишић је написао тридесет илустрованих књига у оквиру две едиције - Деца читају српску историју и Векови српске писмености. Књиге је илустровала читава плејада домаћих илустратора за децу, предвоћених Алексом Гајићем, Јованом Укропином, Мијатом Мијатовићем и другима. За поменуте едиције, које су доживеле велику полуарност код најмлађих читалаца, Станишић је добио бројна признања. Едиција Деца читају српску историју проглашена је најбољом едицијом књига за децу на Међународном сајму књига у Београду 2014. године, а на Фестивалу словенске књиге у Минску 2016. године је награђена као најбоља едиција књига за децу на словенским језицима. Едиција векови српске писмености награђена је на Сајму књига у Бањалуци 2018. године као издавачки подухват и исте године је добила награду Лоза на Сајму књига у Пироту.
Звање Витез од духа и хумора (Гашин сабор, 2018), додељују Центар за уметност стрипа Београд при Удружењу стрипских уметника Србије и Дечји културни центар Београд
Добитник је Вукове награде за 2020. годину.
Награда Раша Попов за изузетан допринос у стваралаштву за децу

## Дела
Објавио је 36 романа, од којих су најзначајнији:
- Танго за троје (награда "Политикин забавник" - најбоље дело за младе 1992, књига године Колашин (1993) и годишња награда Фестивала хумора за децу, Лазаревац (1993))
- Алек трејд (награда «Раде Обреновић» Змајевих дечјих игара – најбољи роман за младе 1998),
- Двоје на ветру
- Цвонки 1-7, (од којих је „Цвонки и вилин коњиц“ добио Доситејево перо 2003. године),
- Душан принц сунца
- Душан, дечак на престолу,
- Душан и Дурундило,
- Пластична кифла
- Зелена зуа

Збирке прича и песама:
- Плаве шаргарепе,
- Осмица са брковима,
- Коцкасте лубенице (књига године, награда Вечерњих новости „Гордана Брајовић“ Алексинац 1998),
- Била једном два робота,
- Принцеза солитера,
- Како се каже: волим те,
- Децо паркирајте се,
- Не дирај Весну,
- Чекам те,
- Имам госта из друге галаксије,
- Вечерас долазим касније кући,
- Не користи руж за усне
- Деца читају српску историју
- Векови српске писмености
- Злато на свили

Позоришни комади:
- Јава у Сновиграду (Позориште младих, Нови Сад),

Монодраме:
- Мађија (у извођењу Бранке Веслиновић),
- Помешани лончићи (Ивана Деспотовић),
- Ретка тетка (Ружица Сокић),
- Зашто је ћутао Игор (Рада Ђуричин)

Радио-драме за децу:
- Била једном два робота,
- Излет на чудно зелено, (прва награда на јавном конкурсу Радио Београда)
- Никола и страшни Зма,
- Дружење са Ивицом Смејачем,

Радио комедије:
Роботи (1965), Џепни зоолошки врт (1967), Хиљаду неједнаких комадића (1975), Кућерина, Витаминизирана Плаутоменехмијада, Пасја ноћ